# Taiyuinbyo

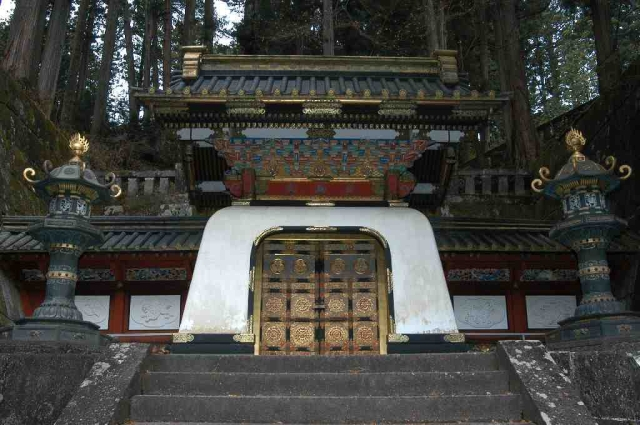
De altijd gesloten Kokamon, de poort naar het graf van Tokugawa Iemitsu

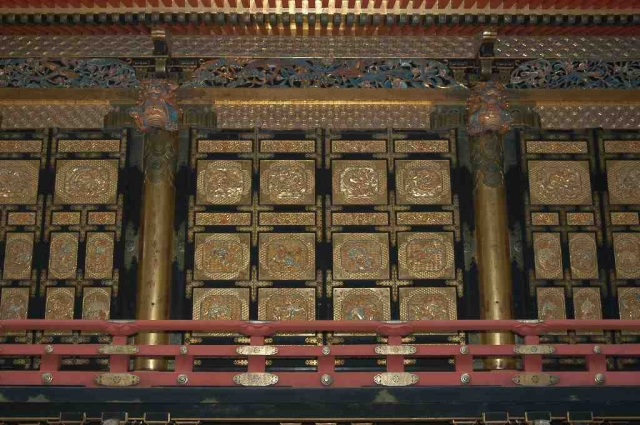
Zijgevel van de binnenste schrijn

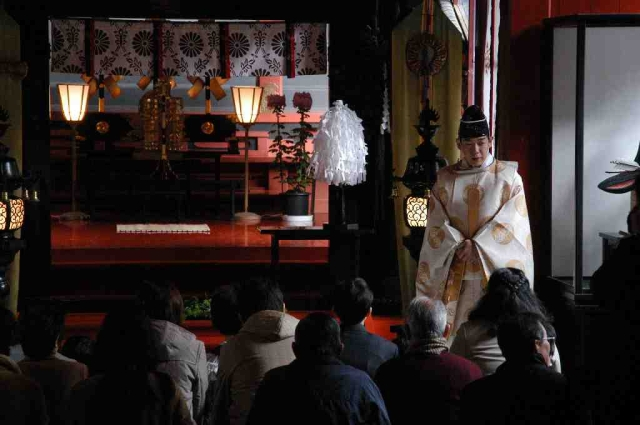
Shinto doopplechtigheid in de Taiyūin-byō

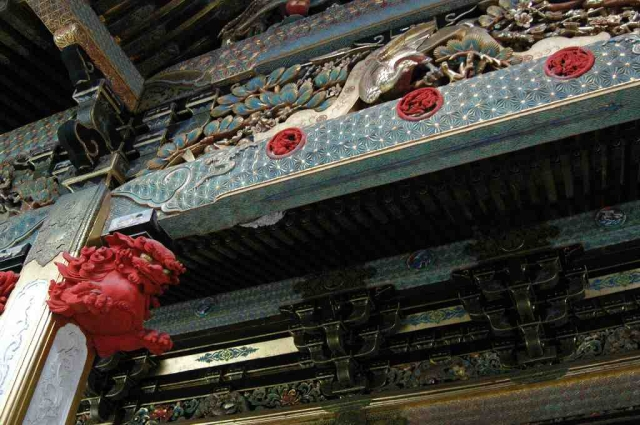
Vuurrode leeuwen waken over de binnenste schrijn

Taiyūin-byō (大院廟) is het tweede mausoleum van het Japanse heiligdom in Nikko. Dit monument is opgericht ter herinnering aan Tokugawa Iemitsu, kleinzoon van Tokugawa Ieyasu. Iemitsu bouwde Nikko ter nagedachtenis aan zijn grootvader Ieyasu, de grondlegger van de vereniging van Japan, en bepaalde in zijn testament dat Taiyūin-byō minder glamour moest uitstralen dan Toshogu.  De bouw begon in 1652 en werd slechts 14 maand later afgerond.
De schrijn heeft niet dezelfde afmetingen als Toshogu, waar het stoffelijk overschot van Ieyasu rust, maar doet er in schoonheid niet voor onder.  De locatie op een respectabele afstand van de voornaamste bezienswaardigheden in Nikko, maakt het tot een zeer rustige plek. De authentieke sfeer van deze heilige plaatsen komt hierdoor ten volle tot haar recht.  Vooral op een mistige morgen in een late herfst, zorgt de stilte hier voor een fabelachtige sfeer.
Heel speciaal hier is de Kokamon, de Kokapoort.  Dit poortje, waaruit duidelijk Chinese invloeden blijken, en dat de weg afsluit naar de begraafplaats van Iemitsu, wordt ook weleens Ryugumon genoemd.  De stijl is immers dezelfde als die waarmee het Ryugu-kasteel doorgaans wordt afgebeeld, het imaginaire kasteel onder water, waar de legendarische figuur Urashima Taro naartoe werd gebracht op de rug van een zeeschildpad.